# NGC 5755
NGC 5755 é uma galáxia espiral barrada na direção da constelação de Boötes. O objeto foi descoberto pelo astrônomo Lawrence Parsons em 1878, usando um telescópio refletor com abertura de 72 polegadas. Devido a sua moderada magnitude aparente (+13,5), é visível apenas com telescópios amadores ou com equipamentos superiores. 